# Histoire de Jacou

Armes de Jacou.

Le village de Jacou (Hérault) est resté pendant des siècles une minuscule communauté de moins de 100 habitants. Sa proximité avec Montpellier lui a pourtant valu un passé prestigieux. Ce fut d'abord le choix de grands magistrats, les Bocaud, d'y édifier leur château et d'y créer un vaste domaine agricole.

## Moyen Âge
Au Moyen Âge, Jacou est une seigneurie. La première trace de Jacou se trouve en 825 sous le nom de Jocon. Le cartulaire de Maguelone (1144) mentionne la paroisse « sancti petri de Jocone ». Ce nom se maintient jusqu'au XVe siècle et aurait une origine pré-indo-européenne. Il aurait pris sa forme actuelle au XVIe siècle, peut-être sous l'influence du prénom Jacques.
En 1477, Raulin Bocaud, magistrat à la Cour des aides créée en 1437 par Charles VII, et transférée à Montpellier cette année-là, s'installe à Jacou. Il y achète « une vieille et petite maison avec un domaine composé d'olivettes, de vignes et de champs ». Le sud de la maison ouvre sur une petite cour caladée (en galets). Le rez de chaussée de cette maison avec ses voûtes est encore présent dans le château, qui sera considérablement modifié par la suite. 
Raulin est le premier de la lignée des Bocaud, dont certains, hauts magistrats, deviendront « seigneurs de Jacou, Teyran, Clapiers et autres lieux ». Parallèlement au château de Jacou, les Bocaud disposent d'un hôtel particulier (l'Hôtel de Bocaud, rue de la Salle-l'Évêque, face à la rue Bocaud). Cet hôtel est situé à l'entrée nord-est de Montpellier, face à la route de Nîmes menant, par Castelnau-le-Lez, à Jacou, à 6 km de là. Cette association d'un hôtel particulier en ville et d'un château-domaine à la campagne fait que le château de Jacou relève des « folies montpelliéraines ».  
La famille Bocaud sera propriétaire des lieux (Jacou et Montpellier) jusqu'en 1836, soit pendant 359 ans.

## Renaissance
En 1618, Pierre de Bocaud (1561-1628) édifie le premier Château de Jacou de type Renaissance. L'inscription en marbre qu'il a fait graver — et qui se trouve actuellement sur la terrasse d'honneur — le rappelle. Ce château est alors largement ouvert au Sud, vers le village, successivement par la cour intérieure caladée, puis un péristyle avec des colonnes à chapiteaux doriques et une avant-cour encadrée de deux pavillons. 
À partir de la cour caladée, un grand escalier d'honneur, remplaçant le petit escalier précédent, mène à la salle d'apparat du premier étage. 
Un second étage est ajouté, entourant la cour intérieure. Des fenêtres à meneau ouvrent sur celle-ci. À l'extérieur, en « hors-œuvre », dans une tourelle un second escalier à vis à noyau plein désert  le premier et le second étage jusqu'à une terrasse sommitale[incompréhensible]. 
À proximité immédiate du château se trouve une maison dite « de la tour » : la tour, en façade (en « hors-œuvre »), renferme un escalier à vis à noyau plein, datable entre le XVe et le XVIIe siècle. Le sommet de la tour se terminait par une « mirande » (plateforme ou terrasse permettant l'observation), donc sans toiture. Cette tour a été représentée par Jean-Marie Amelin dans sa vue globale du village en 1827. En 1866, elle est représentée par Jean-Joseph Bonaventure Laurens, mais, cette fois, ci avec une toiture en tuiles romaines. Cela suggère que la « mirande » aurait disparu.     

## Temps modernes (XVIe–XVIIIesiècles)
Les descendants de Pierre de Bocaud modifient le château Renaissance en un château classique. La façade principale du château n'est plus maintenant ouverte vers le Sud, vers le village, mais vers l'est : c'est-à-dire vers la terrasse d'honneur et les jardins classiques, avec leur grand axe ouest-est, le jeu de quatre terrasses et l'hydraulique des bassins et fontaines, ornées de statuaires XVIIIe siècle, pour la plupart d'une qualité remarquable. 
En particulier, il est à signaler deux sphinges qui n'ont pas leur équivalent parmi celles des diverses folies montpelliéraines ou maisons de maître (Château d'Ô, La Guirlande...). Elles pourraient être comparées à celles du Château de Marly, aujourd'hui disparues, mais connues par des gravures. Le groupe statuaire des « enfants au dauphin », réinstallé, début XXe siècle, au centre du miroir d'eau de la terrasse d'honneur, pourrait provenir du Château d'Ô, du fait d'un héritage. Une statue en marbre de Vénus marine orne l'alcôve d'un ancien buffet d'eau. Deux molosses, des corbeilles de fruits de mer, de légumes, des urnes ainsi que des vases monolithes d'orangerie sont répartis sur les diverses terrasses. Deux pièces, plus anciennes encore, témoignent de la Renaissance : le masque « grotesque » d'un visage avec des ailerons de dauphin d'une ancienne fontaine, et l'exceptionnel — voire unique — témoignage de la période protestante de Montpellier avant le siège de 1622, l'inscription ornée en marbre de 1618 de Pierre de Bocaud s'affirmant comme président du consistoire.

## Époque contemporaine (XIXe–XXIesiècles)

### Population
La population du village atteint les 240 habitants au XIXe siècle et reste stable jusque dans les années 1960, pour ensuite croître très rapidement.

### Vie culturelle
En 1991 est construit un centre œcuménique regroupant, sous le même toit, les paroisses catholique et protestante.

### Transports
Depuis le 16 décembre 2006, le terminus de la ligne de tramway no 2 de l'agglomération de Montpellier se situe à Jacou.

### Domaine de Bocaud
Le château et ses jardins connaissent des transformations. Au XIXe et au début du XXe siècle, des modifications intérieures et extérieures interviennent.
Le château de Bocaud et ses jardins ont fait, depuis leur acquisition par la commune de Jacou en 1992, l’objet d’une campagne de restauration.
Le 14 septembre 2019, la restauration du château est inaugurée. Le bâtiment abrite désormais :
- au rez-de-chaussée : la bibliothèque municipale, conçue dans un esprit « tiers lieu » ;
- aux étages : les services municipaux, particulièrement destinés à l'accueil du public[7].

Dans ce contexte, l'actuelle place Frédéric Mistral a été agrandie et réaménagée de manière à devenir majoritairement piétonnière, permettant un accès direct au château.